# Raiamas moorii
Raiamas moorii là một loài cá vây tia thuộc họ Cyprinidae. Loài này có ở Burundi, Rwanda, và Tanzania.
Môi trường sống tự nhiên của chúng là sông ngòi, hồ nước ngọt, đầm nước ngọt, và vùng đồng bằng nội địa.